# Albina Gorjup
Albina (Binca) Gorjup, slovenska ljubiteljska gledališka igralka, * 4. februar 1889, Ljubljana, † 1976, Ljubljana

## Življenje in delo
Rodila se je 4. februarja 1889 v Ljubljani. Oče ji je bil Franc Gorjup, mati ji je bila Ana (rojena Kumar). Po poklicu je bila šivilja.
Delovala je kot igralka Šentjakobskega odra in gledališča od sezone 1927/28. Nastopala je že na prvem Šentjakobskem odru na Florjanski ulici.
Prva njena vloga je bila v Školjki, kjer je odigrala vlogo Strelovke.
Umrla je leta 1976 v Ljubljani, kjer je tudi pokopana.

## Delo v Šentjakobskem gledališču Ljubljana
Ustvarila je 119 vlog in odigrala 1717 predstav. 9. januarja 1955 je imela svoj jubilejni 500. nastop, istega leta pa je praznovala 25-letnico gledališke dejavnosti pri Šentjakobskem gledališču, 7. junija 1950 je imela 1000. ter 8. maja 1968. svoj jubilejni 1500. nastop.

### Seznam vlog v Šentjakobskem gledališču (izbor)
| Sezona  | Predstava                             | Vloga               |
| ------- | ------------------------------------- | ------------------- |
| 1927/28 | Školjka                               | Strelovka           |
| 1930/31 | Vozel                                 | Marta               |
| 1930/31 | Prostozidarji                         | Barbara             |
| 1930/31 | Ekstemporale                          | Ga. Koffmann        |
| 1931/32 | Preiskava                             | Žena                |
| 1931/32 | Sedem njegovih grehov                 | Gospa Eitten        |
| 1931/32 | Ljubezen 17letnega                    | Mina                |
| 1933/34 | Vi ste razkrinkani                    | Elizabeta           |
| 1933/34 | Pogumni Tonček                        | Mati                |
| 1933/34 | Mladostni grehi                       |                     |
| 1933/34 | Vražji Rudi                           |                     |
| 1934/35 | Rokovnjači                            | Gospa Poljakova     |
| 1935/36 | Legionarji                            | Gričarica           |
| 1935/36 | Matasanovega Naceta nesrečna snubitev | Marička             |
| 1935/36 | Morala gospe Dulske                   | Tatrahov            |
| 1935/36 | Kikiriki                              | Mary                |
| 1936/37 | Na Trški gori                         | Franca              |
| 1937/38 | Njena velika ljubezen                 |                     |
| 1939/40 | Ujež                                  |                     |
| 1940/41 | Gospa ministrica                      | Teta Daca           |
| 1945/46 | Milijon težav                         | Mati                |
| 1946/47 | Hlapci                                | Kalandrova          |
| 1946/47 | Visoka pesem                          | Gospa Prinčeva      |
| 1946/47 | Deseti brat                           | Graščakinja         |
| 1947/48 | Mokrodolci                            | Erna Majnik         |
| 1947/48 | Žalujoči ostali                       | Gina Perić          |
| 1947/48 | Idiot                                 | Darja Aleksandrovna |
| 1948/49 | Kralj na Betajnovi                    | Lužarica            |
| 1948/49 | Rdeča kapica                          | Babica              |
| 1949/50 | Veronika Deseniška                    | Sida                |
| 1949/50 | Pepelka                               | Krčmarica           |
| 1953/54 | Kam iz zadreg                         |                     |
| 1953/54 | Otok in struga                        | Lina                |
| 1954/55 | Skupno stanovanje                     |                     |
| 1954/55 | V soboto se poročim                   |                     |
| 1957/58 | Srebrna lilija                        |                     |
| 1957/58 | Človek z Marsa                        | Jela                |
| 1958/59 | Glavni dobitek                        | branjevka Marjeta   |

## Sodelovanje pri filmih
- 1961, Deset minut pred dvanajsto
- 1962, Tistega lepega dne